# Kathleen Gerson

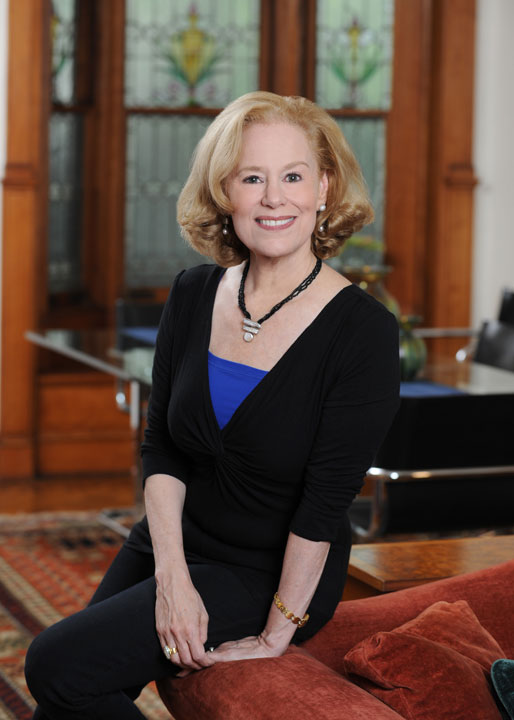
Kathleen Gerson

Kathleen Gerson (* 1947) ist eine US-amerikanische Soziologin und Professorin an der New York University.
Gerson machte das Bachelor-Examen 1969 an der Stanford University, wechselte dann an die University of California, Berkeley, wo sie 1974 am Department of Sociology den Master-Abschluss machte und 1981 zur Ph.D. promoviert wurde. Danach ging sie an die New York University und war dort bis 1987 Assistant Professor und von 1988 bis 1994 Associate Professor und ist seit 1995 Professor of Sociology, außerdem seit 2010 Collegiate Professor of Arts and Science.
Ihr Forschungsschwerpunkt liegt in der Untersuchung der Prozesse, in denen sich Menschen im Laufe ihres Erwachsenwerdens in die Welt der bezahlten Arbeit und des Familienlebens einfügen. Dabei setzt sie bevorzugt Tiefeninterviews ein.

## Schriften (Auswahl)
- Mit Sarah Damaske: The science and art of interviewing.  Oxford University Press, New York 2020, ISBN 978-0-19753-385-7.
- The unfinished revolution. How a new generation is reshaping family, work, and gender in America. Oxford University Press, New York 2010, ISBN 978-0-19537-167-3.
- Mit Jerry A. Jacobs: The time divide. Work, family, and gender inequality. Harvard University Press, Cambridge (MA) 2004, ISBN 0-674-01153-8.
- No man's land. Men's changing commitments to family and work. Basic Books, New York 1993, ISBN 0-465-06316-0.
- Hard choices. How women decide about work, career, and motherhood. University of California Press, Berkeley 1985, ISBN 0-520-05174-2.